# Reinhard Bérard
Ferdinand Theodor Reinhard (Régnard) Bérard (* 24. Dezember 1841 in Berlin; † 10. Juni 1915 in Hamburg) war ein deutscher Buchdrucker und Politiker.

## Leben und Wirken
Bérard wuchs in einer Berliner Hugenottenfamilie auf und erlernte zunächst den Beruf des Schriftsetzers. Anfang der 1870er Jahre kam er nach Hamburg, wo ihm Johann Heinrich Wilhelm Dietz eine Anstellung als Leiter der Buchdruck-Setzerei bei der Hamburg-Altonaer Buchdruckerei-Genossenschaft vermittelte. Von 1878 bis 1878 übernahm er die Schriftleitung der Kieler Genossenschaft, die ab dem 1. Oktober 1877 die Schleswig-Holsteinische Volkszeitung in der Druckerei von Sönksen publizierte. Aufgrund von Verstößen gegen das Pressegesetz wurde Bérard wiederholt verurteilt und mit einer vollständigen Briefzensur belegt.
1878 übernahm Bérard die Leitung der Reste der Hamburger Genossenschafts-Buchdruckerei, die aufgrund der Sozialistengesetze scheinprivatisiert worden war. Nachdem Johann Heinrich Wilhelm Dietz 1880 die Hansestadt verlassen musste, übernahm Bérard die Leitung der gesamten sozialdemokratischen Parteidruckerei und die Geschäftsführung der Firma Auer Druck- & Verlagsanstalt, die er bis zu seinem Tod innehatte. Die Druckerei an der Großen Theaterstraße verlegte die Tageszeitung „Hamburger Echo“ und publizierte zahlreiche Schriften für Partei und Gewerkschaften.
Bérard erwarb 1898 das Hamburger Bürgerrecht.

## Politische Aktivitäten
Bérard betätigte sich in der Gewerkschaft der Buchdrucker und war 1884 Mitglied der Tarifkommission. Von 1907 bis 1913 war er als Vertreter der Grundeigentümer Mitglied der Hamburger Bürgerschaft.